# Staroschtscherbinowskaja
Staroschtscherbinowskaja (russisch Старощербино́вская) ist eine Staniza in der Region Krasnodar in Russland mit 18.010 Einwohnern (Stand 14. Oktober 2010).

## Geographie
Der Ort liegt etwa 180 km Luftlinie nördlich des Regionsverwaltungszentrums Krasnodar am linken Ufer der Jeja, unweit ihrer Mündung in den Jeja-Liman des Asowschen Meeres.
Staroschtscherbinowskaja ist Verwaltungszentrum des Rajons Schtscherbinowski sowie Sitz und einzige Ortschaft der Landgemeinde Staroschtscherbinowskoje selskoje posselenije.

## Geschichte
Der Ort entstand 1794 als eine der ersten 40 Kosakensiedlungen im Kuban-Gebiet an einer strategisch günstigen Stelle unweit einer Furt bei der Jejamündung, wo zuvor bereits eine Befestigung der Nogaier und des Khanates der Krim bestand. Die Kurinsiedlung trug zunächst den Namen Schtscherbinowskoje. 1809–1811 und 1821–1822 kam es zu größeren Umsiedlungen von Bauern aus den Gouvernements Tschernigow und Poltawa sowie Kosaken aus der Ukraine nach Schtscherbinowskoje.
Nach der Gründung der knapp 20 km südlich gelegenen Staniza Nowoschtscherbinowskaja („Neu-Schtscherbinowskaja“) erhielt Schtscherbinowskoje 1821 den Namen Staroschtscherbinowskoje („Alt-Schtscherbinowskoje“), und Mitte des 19. Jahrhunderts unter der heutigen Namensform den Status einer Staniza.

### Bevölkerungsentwicklung
| Jahr | Einwohner |
| ---- | --------- |
| 1801 | 1.789     |
| 1897 | 9.583     |
| 1939 | 10.865    |
| 1959 | 12.394    |
| 1970 | 15.730    |
| 1979 | 16.323    |
| 1989 | 17.041    |
| 2002 | 18.545    |
| 2010 | 18.010    |

Anmerkung: ab 1897 Volkszählungsdaten

## Verkehr
Staroschtscherbinowskaja liegt an der 1911 eröffneten Eisenbahnstrecke Starominskaja – Jeisk (Streckenkilometer 111 ab Pawlowskaja, Station Sossyka-Rostowskaja; Abschnitt Sossyka – Starominskaja seit den 1990er-Jahren stillgelegt). Südlich wird die Staniza von der Regionalstraße 03K-001 Krasnodar – Jeisk (früher auf diesem Abschnitt R250) umgangen.